# Live Mesh
Windows Live Mesh byla služba pro sdílení dat a vzdálený přístup k počítači přes síť internet vytvořený softwarovým gigantem Microsoft. Program funguje na technologii P2P. Data mohou být sdílena a nebo může být k celému počítači přistupováno vzdáleně.

## Vlastnosti
- Synchronizace PC-to-PC až 200 složek, ve kterých může být až 100 000 souborů.
- Synchronizace souborů s webovým úložištěm až do velikosti 5 GB.
- Přístup ke vzdálené ploše přes Windows Live Mesh a webovou službu Windows Live Devices.
- Synchronizace nastavení aplikací Windows jako Internet Explorer a Microsoft Office.

Služba může fungovat buďto přes webové rozhraní či jako samostatný program instalovaný do počítače. V současné době existuje vydání Microsoft Windows Live Mesh pro Windows XP 32bit, Windows Vista 32bit a 64bit, Windows 7 32bit a 64bit.

## Historie
Služba Live Mesh byla ze začátku oficiálně k dispozici jen zákazníkům Microsoft Windows pouze ve Spojených státech amerických. Ovšem díky nastavení anglického jazyka pro Windows šel tento produkt stáhnout i v České republice, stejně tak jako kdekoliv jinde ve světě.
Od 23. 11. 2008 je Live Mesh uvolněno i široké veřejnosti v České republice oficiálně.
Dne 13.2.2013 byla služba Live Mesh ukončena a částečně nahrazena službou SkyDrive (neumožňuje synchronizaci více adresářů).
Následně se služba SkyDrive z důvodu licenční politiky přejmenovala na OneDrive.